# Pristimantis marmoratus
Pristimantis marmoratus é uma espécie de anfíbio da família Craugastoridae. Pode ser encontrada na Venezuela, Guiana, Suriname, Guiana Francesa e Brasil.